# 奧里希夫卡 (盧布尼區)
49°58′13″N 33°16′26″E / 49.97028°N 33.27389°E
奧里希夫卡（烏克蘭語：Оріхівка），是烏克蘭的村落，位於該國中部波爾塔瓦州，由盧布尼區負責管轄，分別距離新奧里希夫卡1.5公里和羅莫丹2.5公里，海拔高度144米，2001年人口1,628。